# Posebna policijska enota Ministrstva za notranje zadeve Republike Slovenije
Posebna policijska enota Ministrstva za notranje zadeve Republike Slovenije je enota slovenske Policije, ki je sklicana takrat »kadar je za učinkovito, hitro in uspešno izvedbo nalog potrebno usklajeno delovanje večjega števila policistov«.

## Odlikovanja in nagrade
Leta 1992 je prejel častni znak svobode Republike Slovenije z naslednjo utemeljitvijo: »za izjemne zasluge pri obrambi svobode in uveljavljanju suverenosti Republike Slovenije«.